# Karel Škréta
Karel Škréta, celým jménem Karel Škréta Šotnovský ze Závořic (1610 Praha – 30. července 1674 Praha), byl patrně nejvýznamnější český barokní malíř 17. století. Proslul jako portrétista a figuralista rozměrných, převážně sakrálních olejomaleb na plátně.

## Život

### Rodina

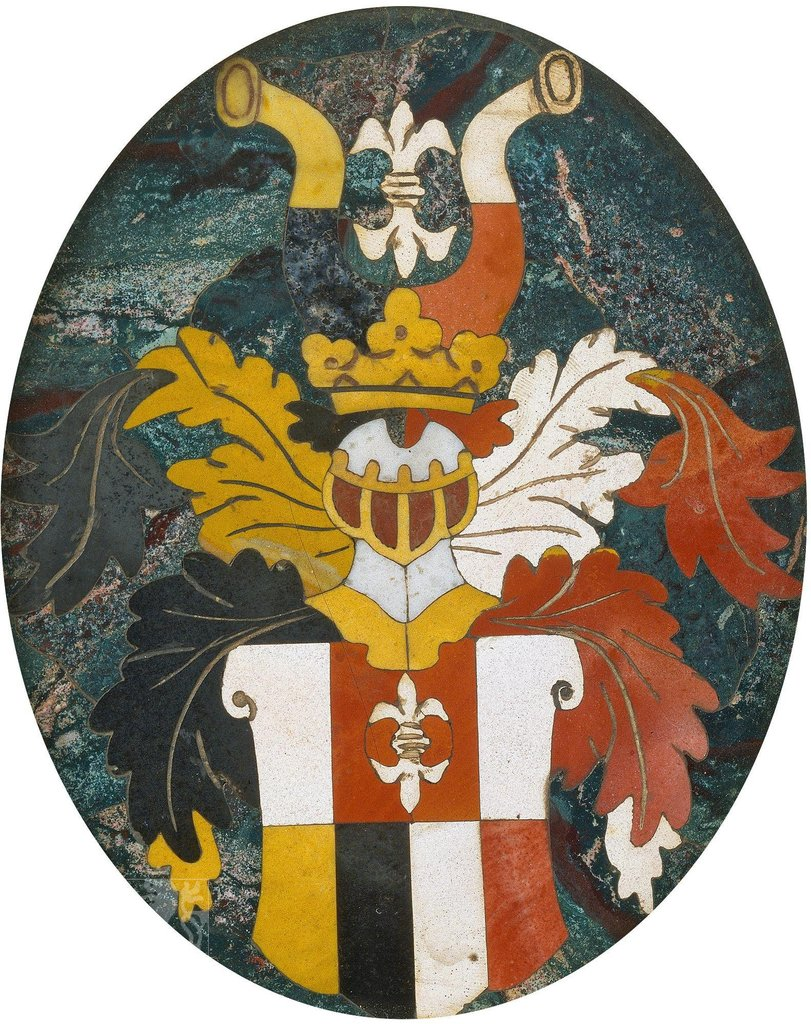
Rodový znak Šotnovských ze Závořic, Miseroniové, mozaika pietre dure, kolem 1650

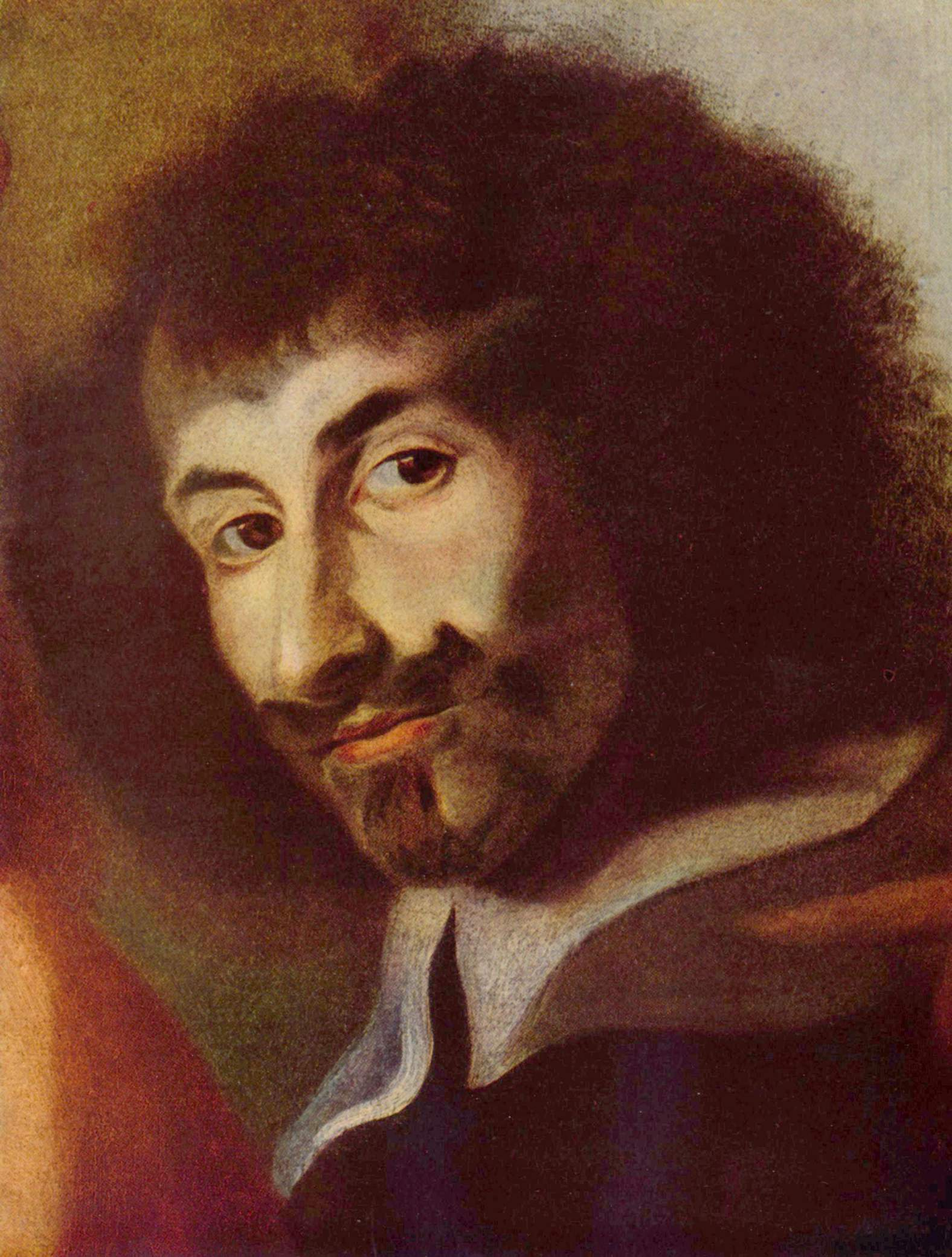
Autoportrét z obrazu Karel Boromejský navštěvuje nemocné morem (1647)

Narodil se v domě U Černého jelena vedle Týnského chrámu v protestantské rodině úředníka královské komory Konráda Škréty Šotnovského a Kateřiny Herkulesové z Morchendorfu. Do vladyckého stavu s přídomkem Šotnovský ze Závořic byl povýšen v roce 1570 jeho děd, Jan Škréta, který se z kožešníka v moravské Olešnici vypracoval na senátora ve staroměstské pražské radě. Císař Maxmilián II. mu udělil rodový erb.
Karlovým strýcem a později poručníkem byl kutnohorský mincmistr Pavel Škréta.
Škrétovým žákem byl jeho syn Karel (1646–1691). Malbou se zabýval jen příležitostně, působil jako rada nejvyššího purkrabského soudu. Podílel se na některých obrazech svého otce.

### Vzdělání
Karlův otec zemřel v roce 1613 a ve své závěti nabádal svou ženu, aby dala děti vzdělat v bratrské víře a v literárním umění. Karel byl nejmladší ze sedmi sourozenců.  Nejspíše studoval na sousední Týnské škole. Dostalo se mu důkladného humanistického vzdělání, kromě latiny a němčiny ovládal i italštinu. Malířství se učil pravděpodobně od některého z mistrů na královském dvoře, snad Aegidia Sadelera.

### Emigrace
Po bitvě na Bílé hoře rodina uprchla do exilu. Karlův strýc, Daniel Škréta Šotnovský ze Závořic, býval sekretářem české komory a členem direktoria, účastnil se plenění chrámu sv. Víta, zbohatl při nákupu předbělohorských konfiskátů, po bitvě na Bílé hoře byl odsouzen k trestu smrti a uprchl. V roce 1628 Karel Škréta pobýval ve Stuttgartu. V roce 1630 přišel do Benátek, kde se zdržel několik let. Navštívil i Boloňu a Florencii a v roce 1634 přišel do Říma Urbana VIII. Zde se stal členem malířského sdružení Schilderbent, ovládaného Nizozemci, s přezdívkou Slackwart a Espadron (česky Šaršoun – meč). Zkušenosti a poznatky získané za pobytu v Itálii se projevily v jeho malířském stylu. Benátskou barevnost spojoval s Caravaggiovým temnosvitem, vliv vlámských a boloňských malířů se projevil v jeho kompozicích. Už v Itálii se začal prosazovat jako portrétista.

### Návrat

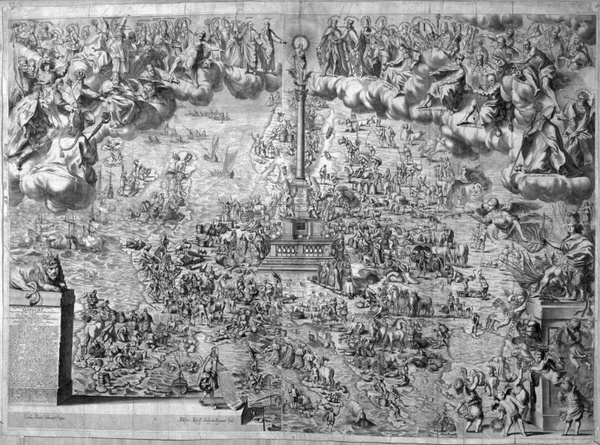
Mariánský sloup, 1661

Roku 1638 se vrátil do Čech. Usadil se v Praze, což mu umožnila konverze ke katolické církvi a jeho umění sakrální malby. V exilu česká šlechta asimilovala a zpravidla zchudla. Kromě získání mnoha zajímavých zakázek se zde Karlovi Škrétovi brzy podařilo vysoudit zpátky propadlý rodinný majetek. Bydlel V Domě u Hájků na Ovocném trhu, kde měl také svůj ateliér a dílnu. Kvůli své vznětlivé povaze se dostával do konfliktů a údajně při jedné ze šarvátek usmrtil svého protivníka.
Jeho první velkou prací byl Svatováclavský cyklus pro klášter bosých augustiniánů na Novém Městě na Zderaze. Z dochovaných osmi obrazů patří k nejcennějším Narození sv. Václava. Roku 1647, v necelých čtyřiceti letech, namaloval obraz s názvem Sv. Karel Boromejský navštěvuje nemocné morem na objednávku Vlašské kongregace pro jejich kapli Nanebevzetí Panny Marie a sv. Karla Boromejského v malostranském špitálu v Praze. 
Pro pražský kostel sv. Martina ve zdi namaloval v polovině čtyřicátých let rozměrný obraz světce, dělícího se s žebrákem o svůj plášť. Následovala další monumentální sakrální díla: oltářní obrazy (např. pro Týnský chrám nebo kostel sv. Prokopa). Do kaple sv. Ludmily ve Statenicích byl darován po zrušení kláštera sv. Jiří obraz svaté Ludmily od K. Škréty. Významný je jeho Pašijový cyklus v pražském chrámu sv. Mikuláše na Malé Straně, který je jednou z jeho posledních prací. Z mimopražských zakázek realizoval obrazy pro katedrály v Litoměřicích, Kutné Hoře, Zbraslav a další. Na řadě prací spolupracovali umělci z jeho dílny, což se projevilo na jejich rozdílné kvalitě, zvláště v posledním období Škrétova života.
V roce 1645 se Škréta oženil a o dva roky později se mu narodil syn Karel.
V průběhu let se Škréta stal vyhledávaným a váženým umělcem, uznávanou autoritou v otázkách umění. Podílel se na restaurování a záchraně mnohých uměleckých děl. Byl zvolen cechmistrem pražského malířského cechu.
Vynikl také jako portrétista, kreslíř a autor předloh ke grafickým listům. Jeho obrazy do rytin převáděli často jeho současníci Jan Kašpar Dooms, Gerard de Groos, Václav Hollar nebo Melchior Küssel, ale i následovníci jako Jan Jiří Balzer. Často portrétoval umělce, intelektuály i příslušníky šlechtických rodin. Maloval alegorické portréty (tzv. vyprávěcí), v nichž skutečné portrétované osoby zasazoval do divadelních kostýmů (například Marie Maxmiliána ze Šternberka vystupuje jako tančící pastýřka) nebo do mytologických příběhů, například Dvojportrét Františka Antonína Berky hraběte Hovory z Dubé a Lipého a Aloisie Ludoviky Anny de Montecuccoli jako Paris a Helena (1672), nebo Dvojportrét neurčeného páru jako Prokris a Kefalos, původně v Nosticově galerii v Praze. Kompozici, žánr a detail obrazu volil podle modelu, dokonale uměl vystihnout nejen jeho fyzickou podobu, ale také jeho duševní charakteristiku. Celoevropsky výjimečné místo mezi skupinovými portréty v pracovním prostředí zaujímá Podobizna řezače drahokamů Dionysia Miseroniho s rodinou (1653). Jeho závěrečnými díly byl oltářní obraz pro katedrálu sv. Štěpána v Litoměřicích a cyklus Kristových pašijí pro emporu chrámu sv. Mikuláše na Malé Straně v Praze.
Karel Škréta je pohřben v kostele sv. Havla v Praze na Starém Městě.

## Dílo
Některé Škrétovy obrazy byly při josefinských reformách prodány ve dražbách (dva obrazy ze zrušeného kostela svatého Václava v Českých Budějovicích) a jejich další osud není znám. Obraz neznámé dámy je v hradní obrazárně v Rožmberku nad Vltavou.

## Výběr z obrazů

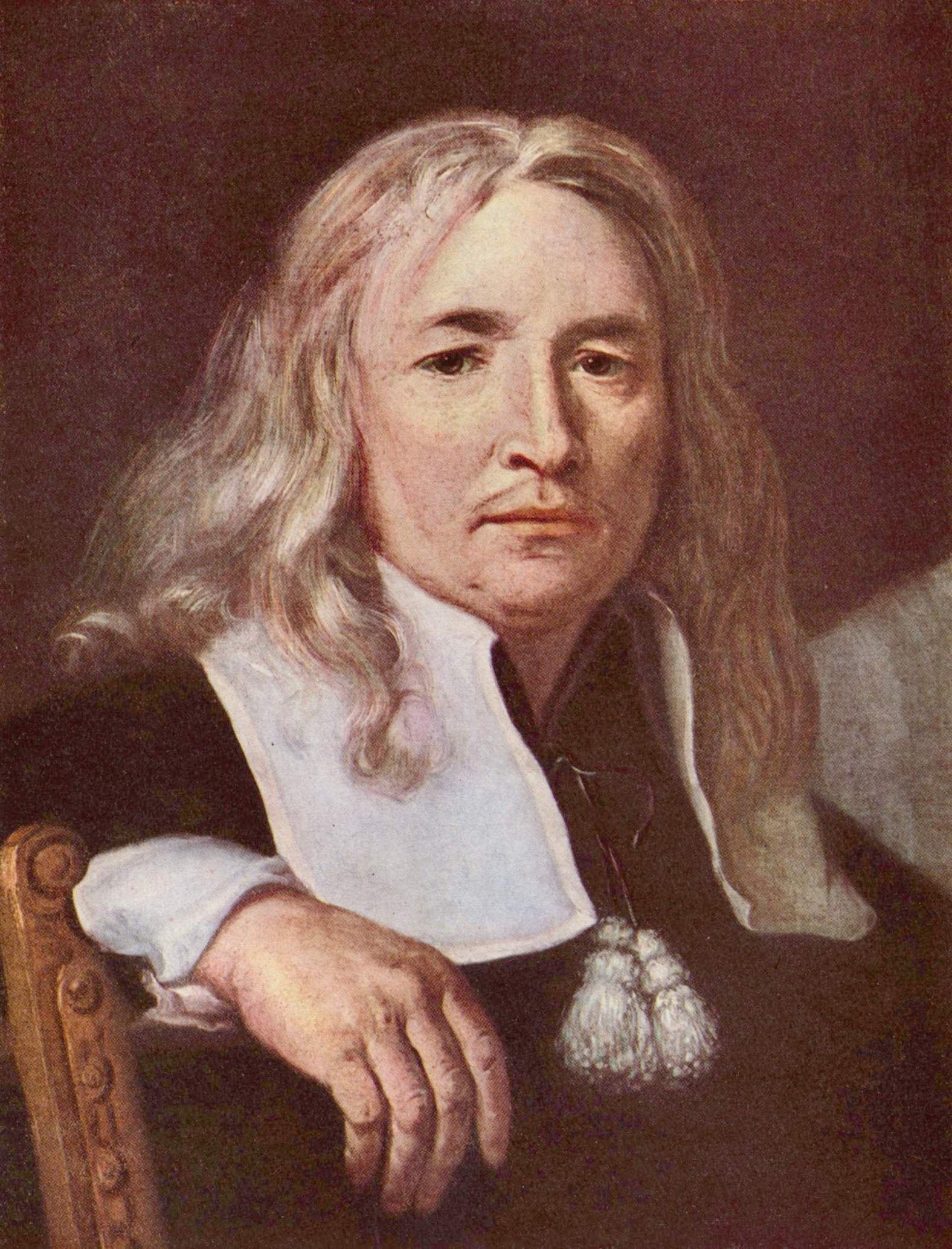
Muž s plavými vlasy (1630–40), autorství zpochybněno
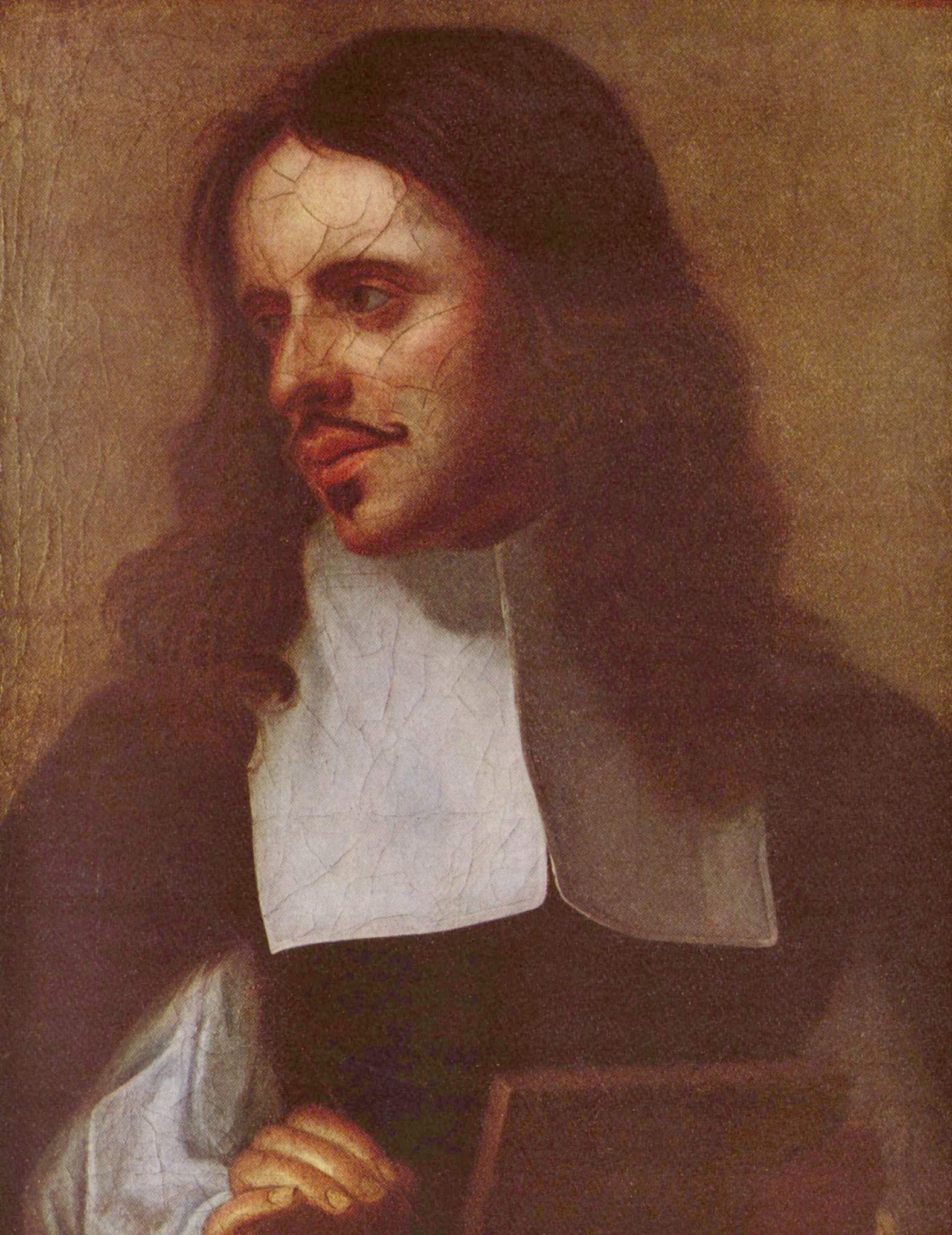
Portrét Joachima Sandrarta (1630–40)
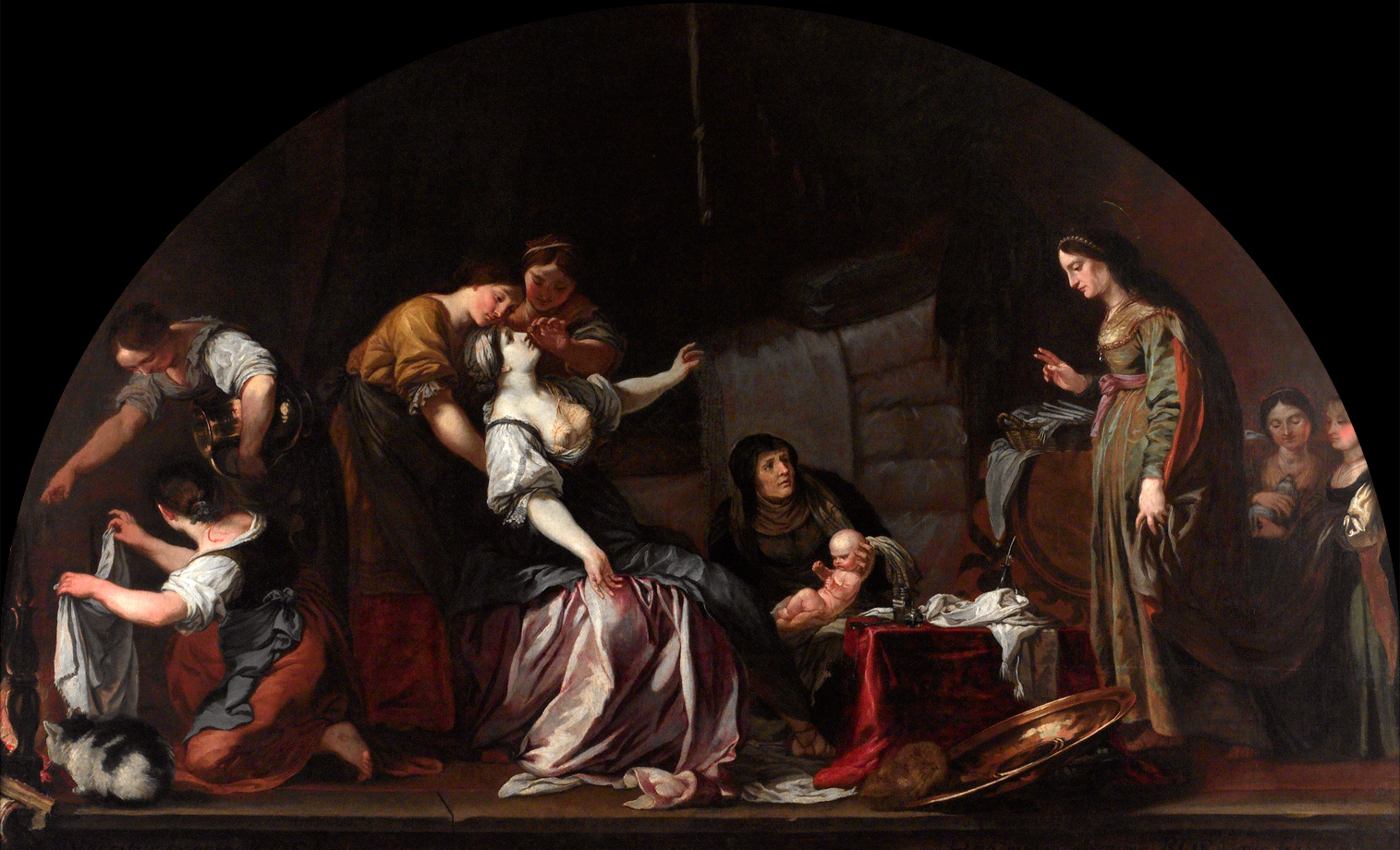
Narození svatého Václava (1640)
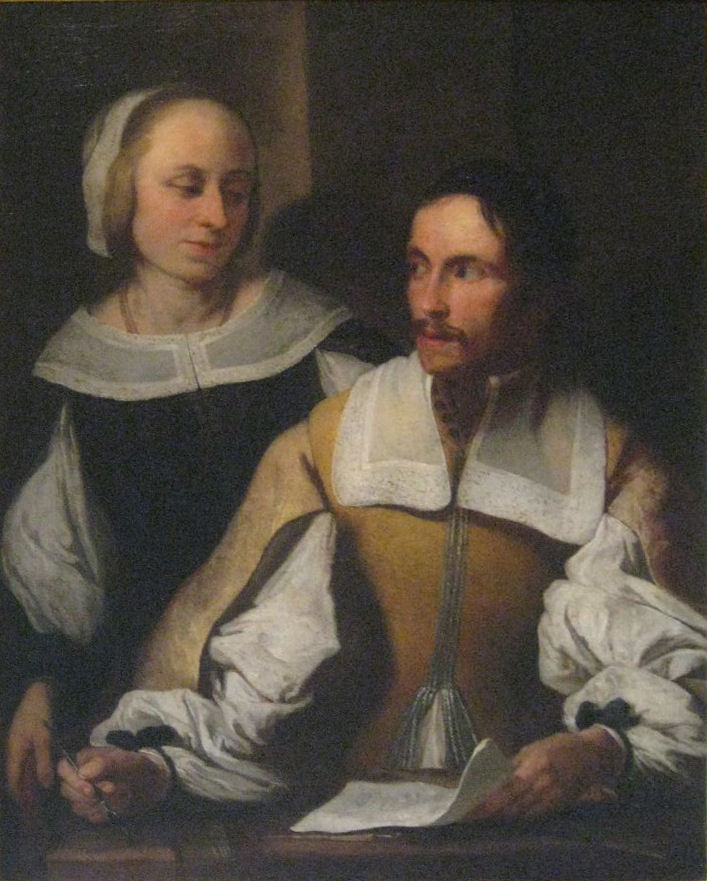
Neznámý matematik s chotí (asi 1640)
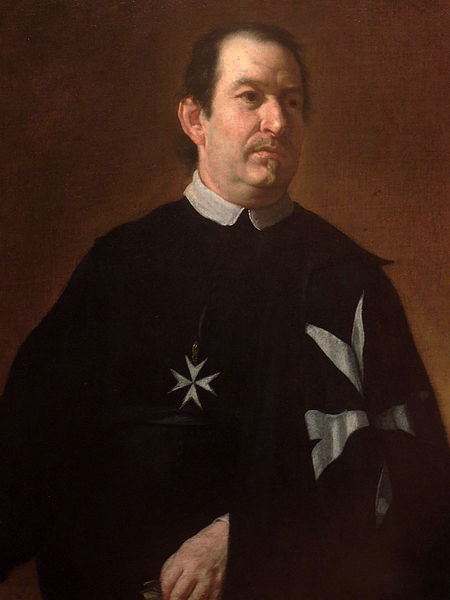
Velmistr Maltézských rytířů Bernard de Witte (1651)
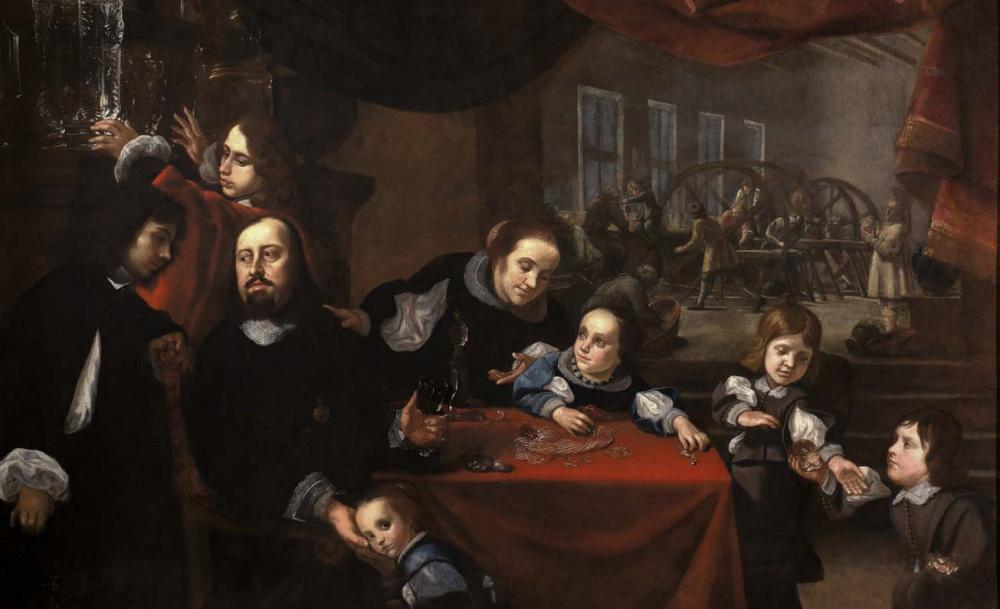
Portrét rodiny Dionýsia Miseroniho (1653)
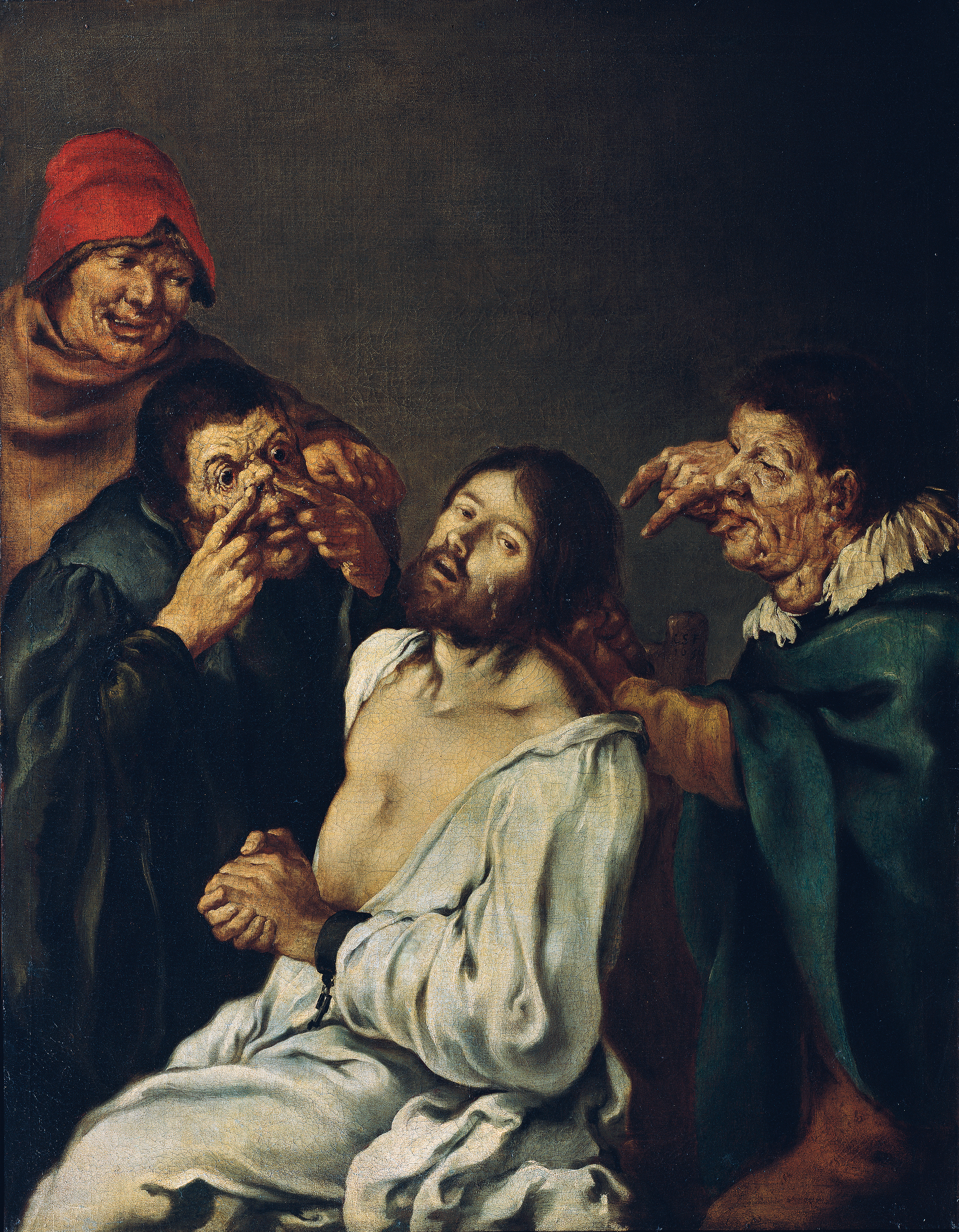
Posmívání Kristovi (1654)
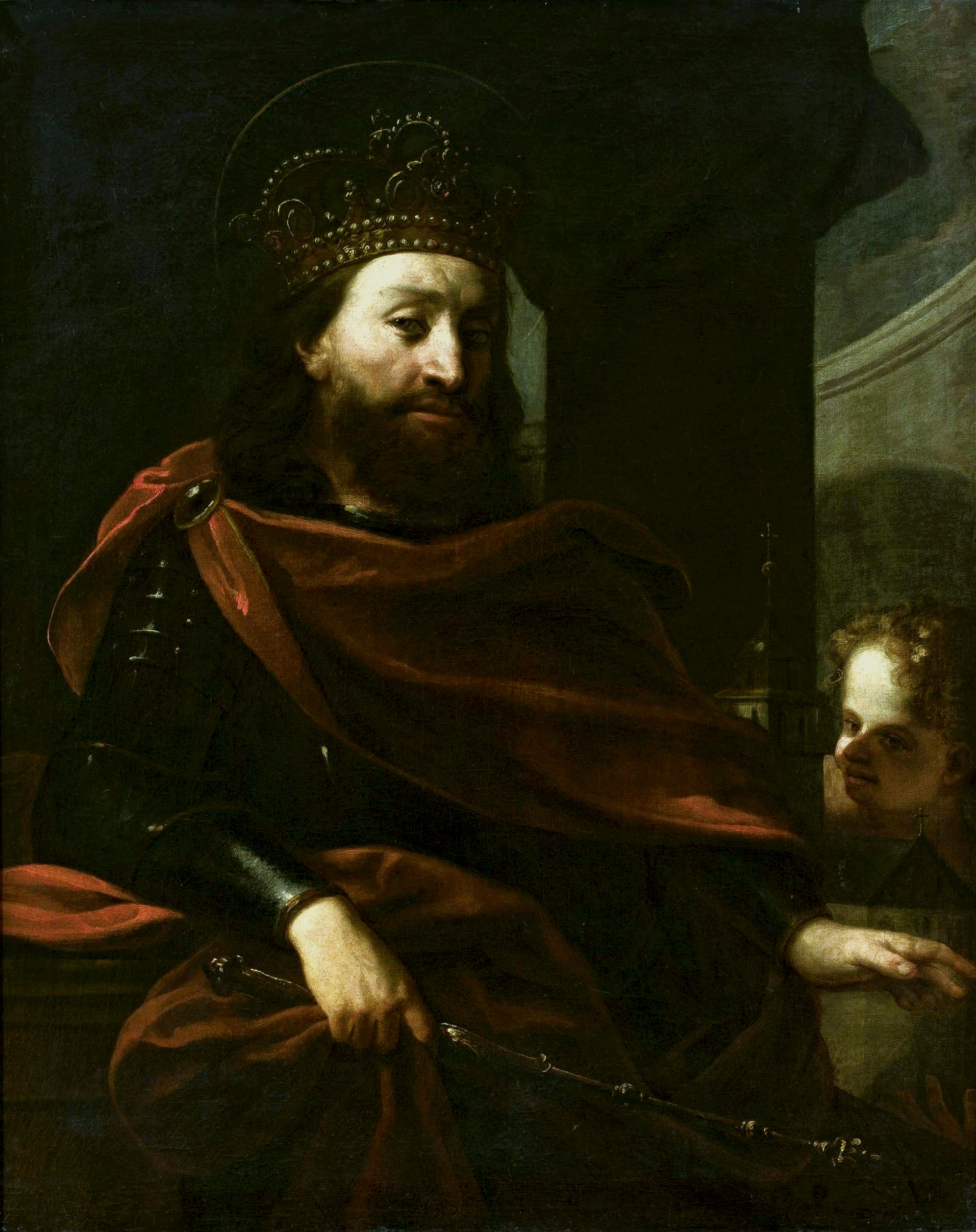
Kníže sv. Václav na trůnu, po 1660
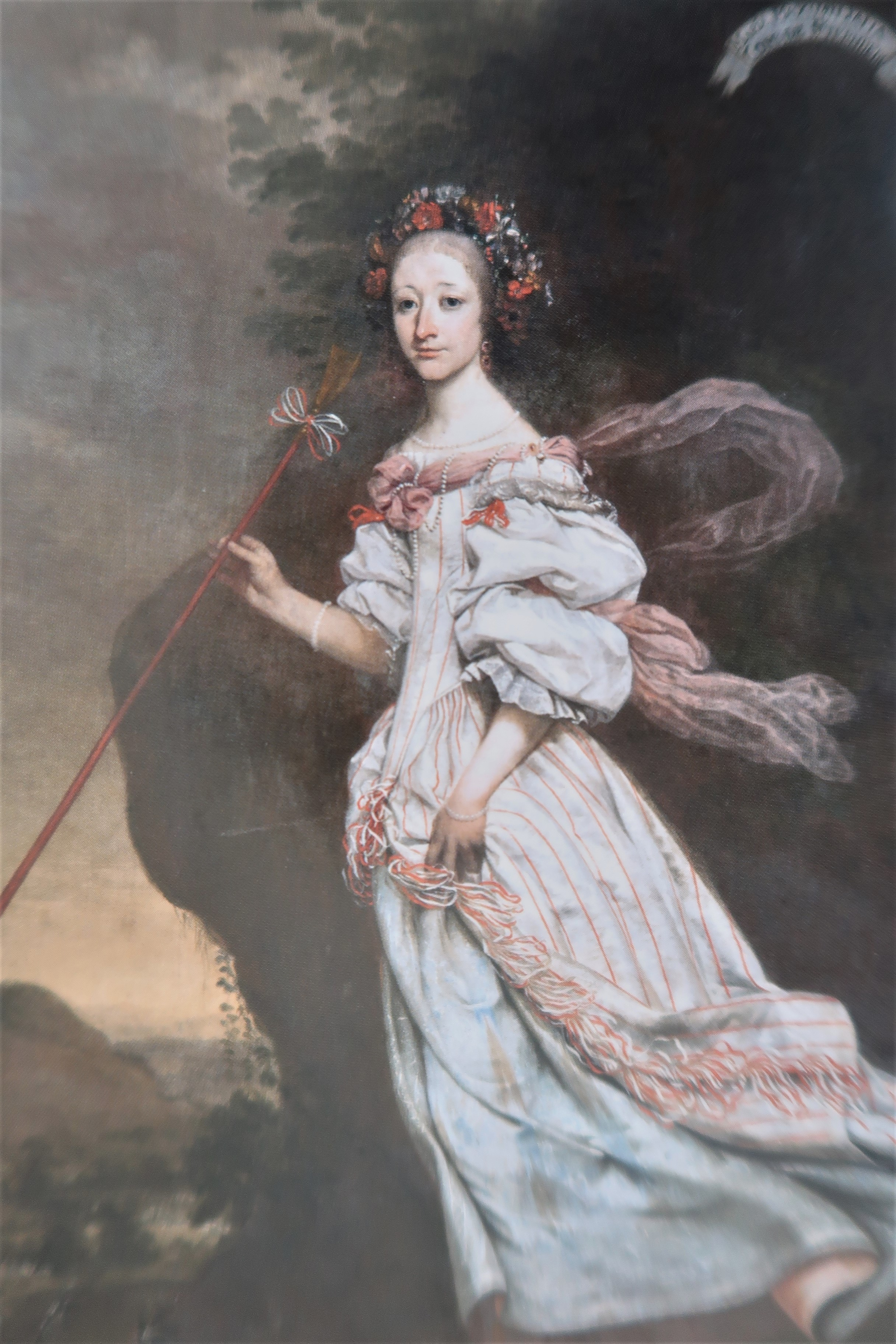
Marie Maxmiliana ze Šternberka (1663–65)
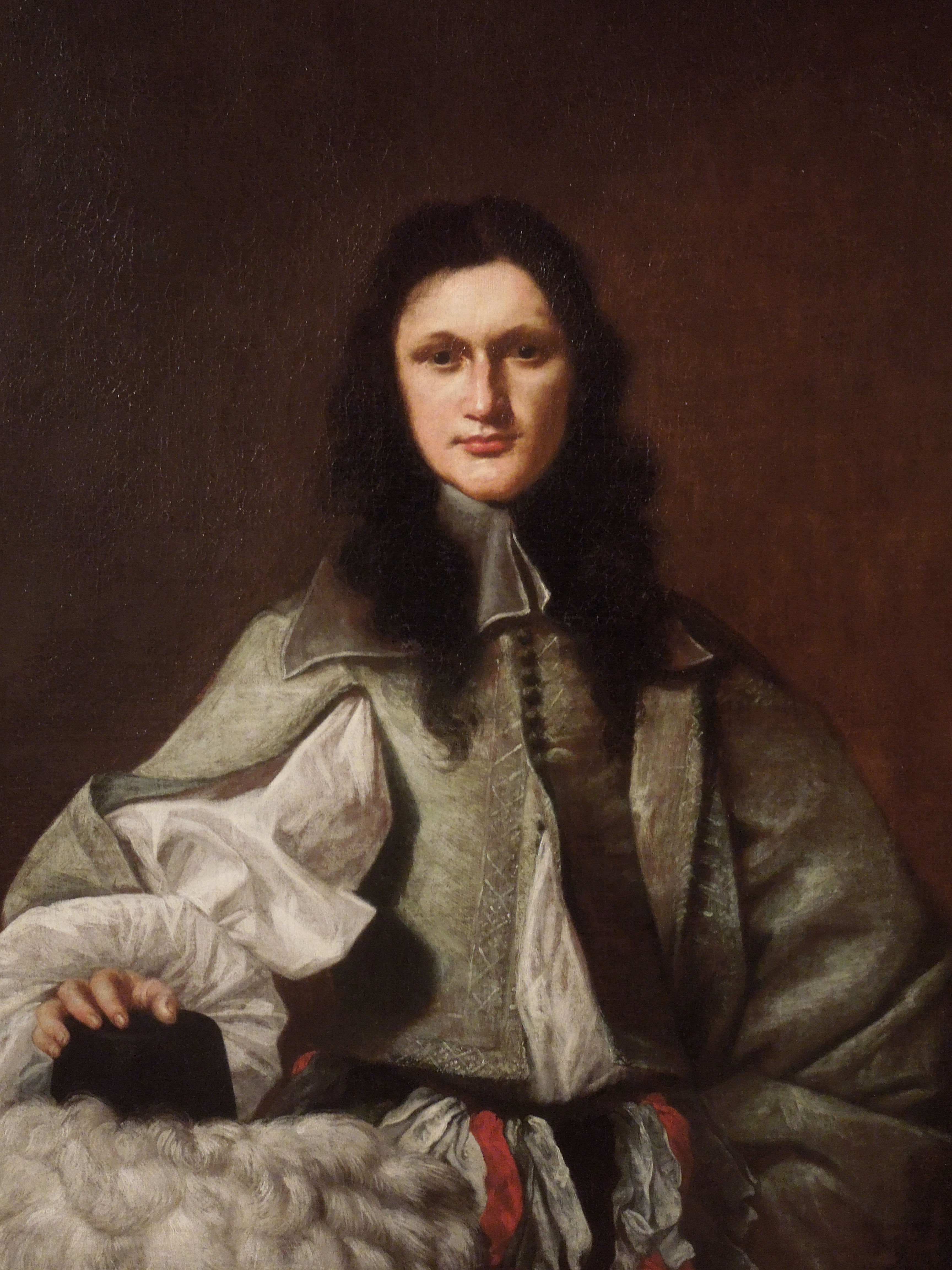
Ignác Jetřich Vitanovský z Vlčkovic (1669)
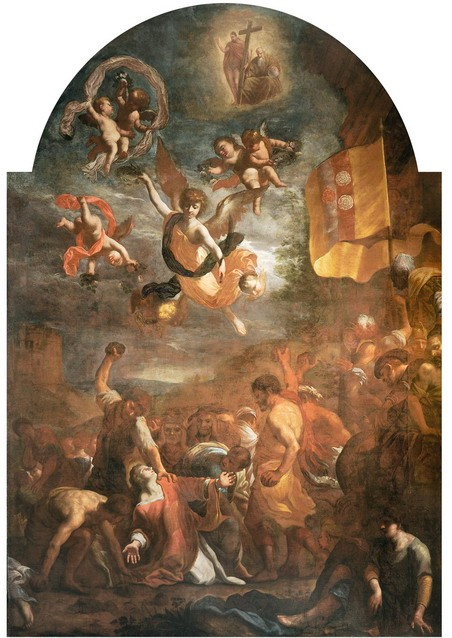
Mučednictví sv. Štěpána (1670)
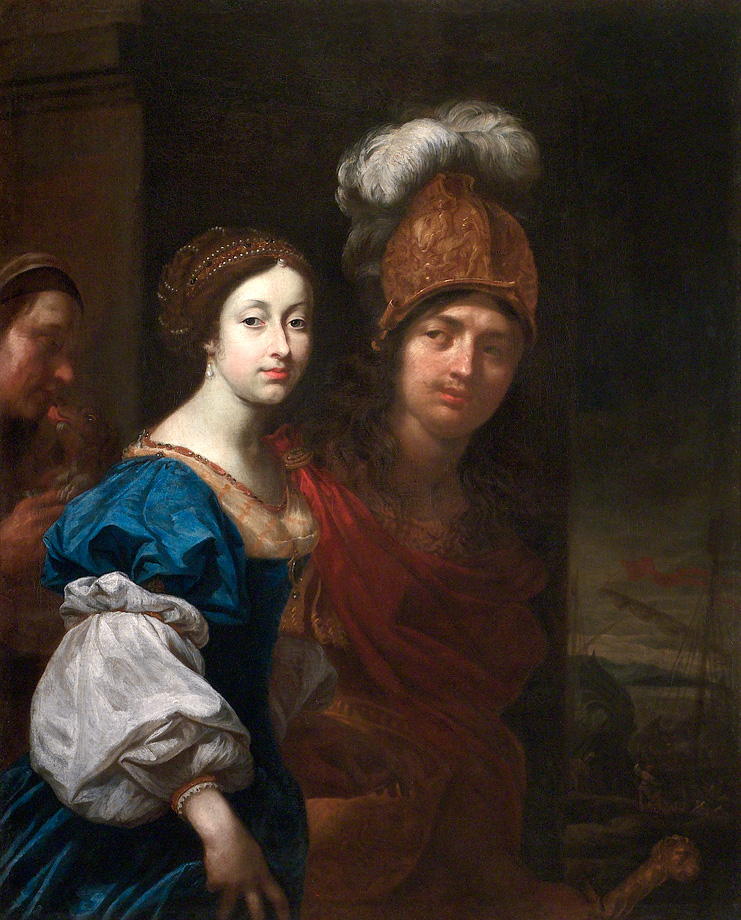
F.A.Berka z Dubé a Aloisie Montecuccoli jako Paris a Helena, (kolem 1672)
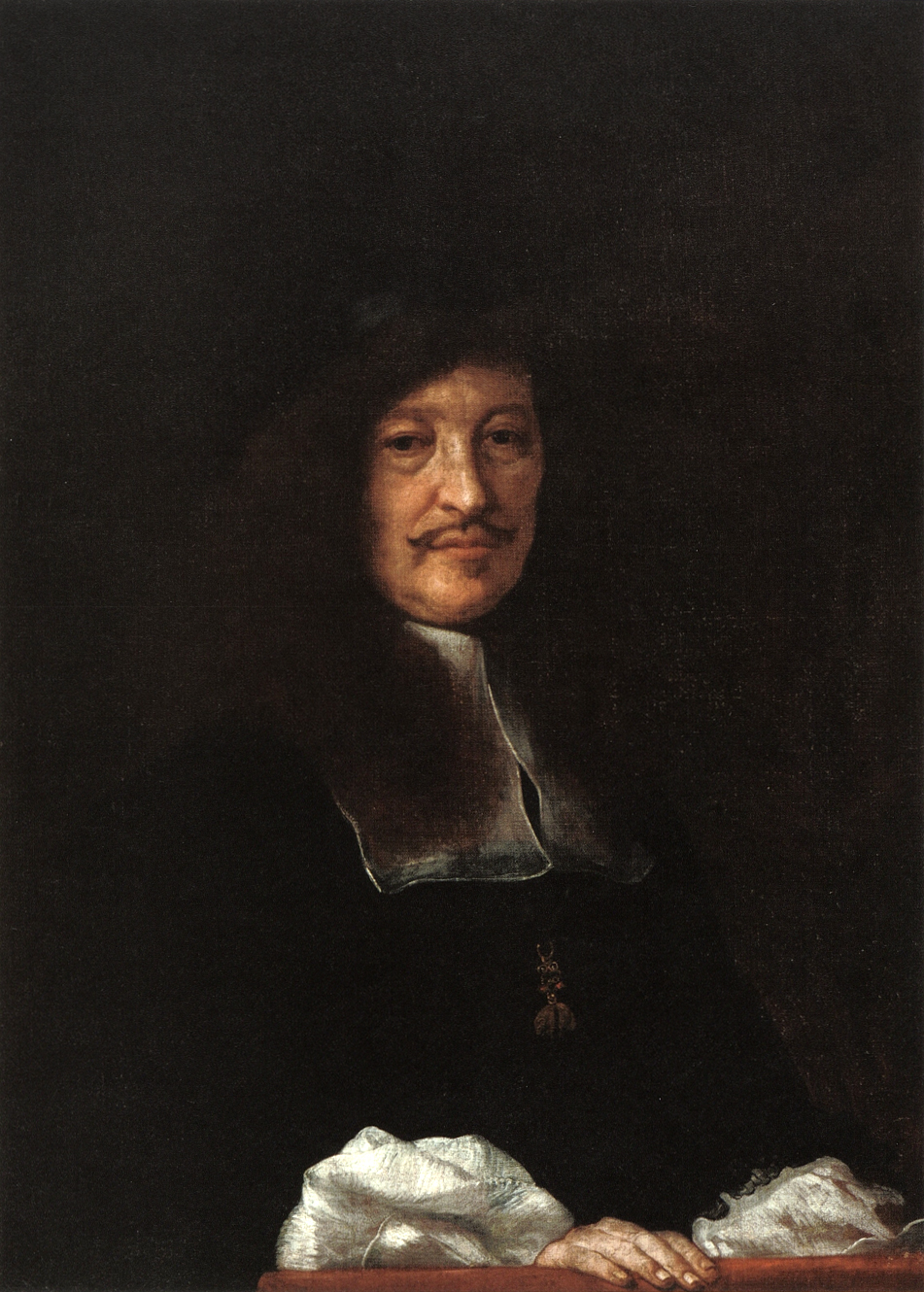
Jan Hertvík Nostic-Rhieneck, po 1672

## Kresby a grafika
- Apollón a devět múz s básníky na Parnasu, tónovaná perokresba, 1630- Metropolitní muzeum umění New York
- P. Andreas Fromm, ryl Ant. Niederhofer.[15]
- Kníže Jiří II. Rákóczi jako chlapec.[11]
- Portrét Bernarda Ignáce z Martinic, ryl Duncker Dunckers
- Portrét apelačního rady Jana Jindřicha Proškovského z Krohensteina (1622–1668), ryl Jan Kašpar Dooms.[16], druhou verzi vydal Jan Jiří Balzer (1782)[17]
- V chrámu moudrosti: Kristovi a Panně Marii se zjevuje Boží trůn, mědirytina Jan Kašpar Dooms[18]
- Cyklus kreseb 99 jezuitských mučedníků, ilustrace v Knize Matěje Tannera Societas Jesu Usque ad Sanguinem Pro Deo, Et Fide Christiana militans vydané v Praze roku 1675 provedl Melchior Küsel, ostatní předlohy kreslil Jan Jiří Heinsch.
- Dvě univerzitní teze, mědirytiny provedl Gerard de Groos

## Galerie

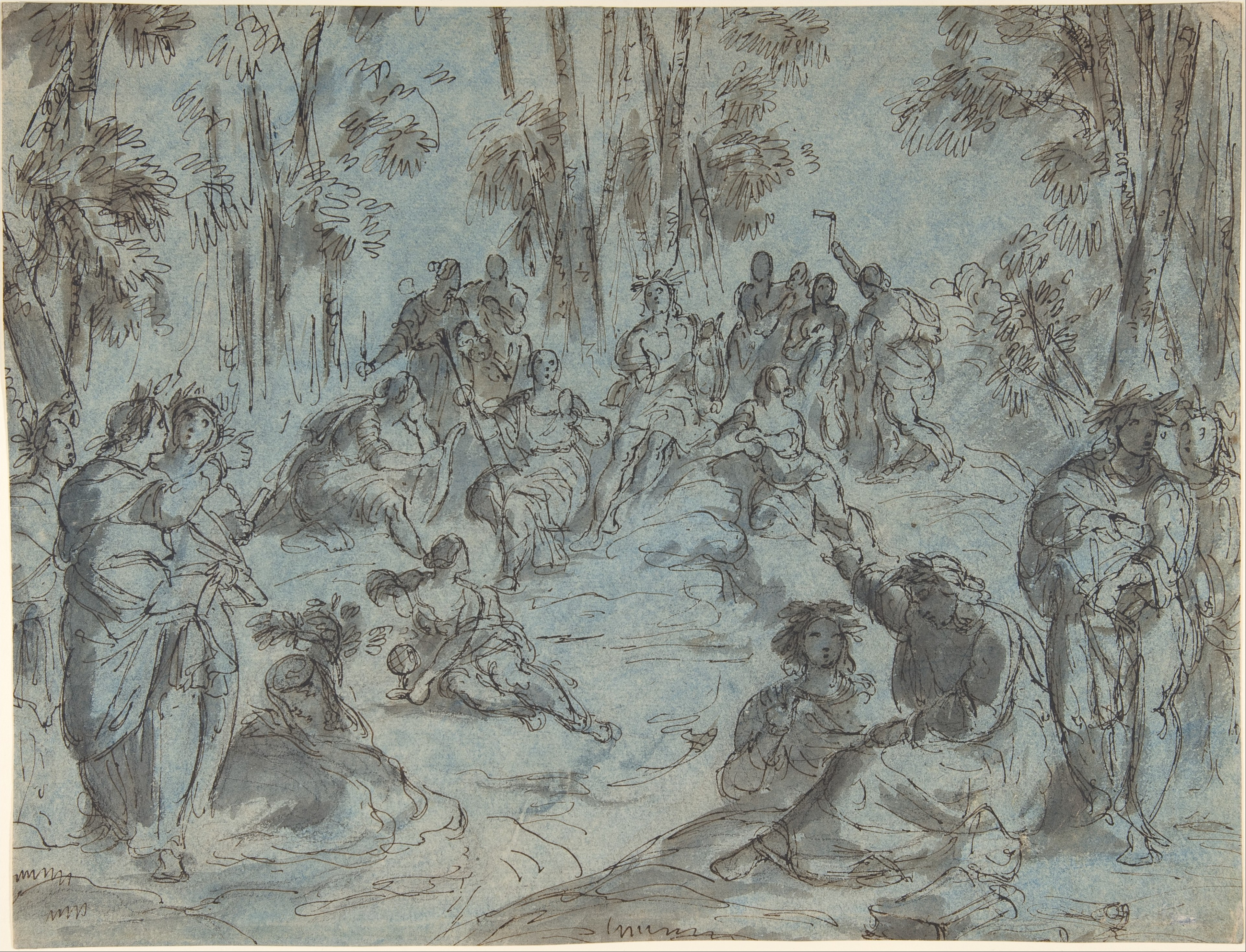
Apollón, múzy a básníci na Parnas
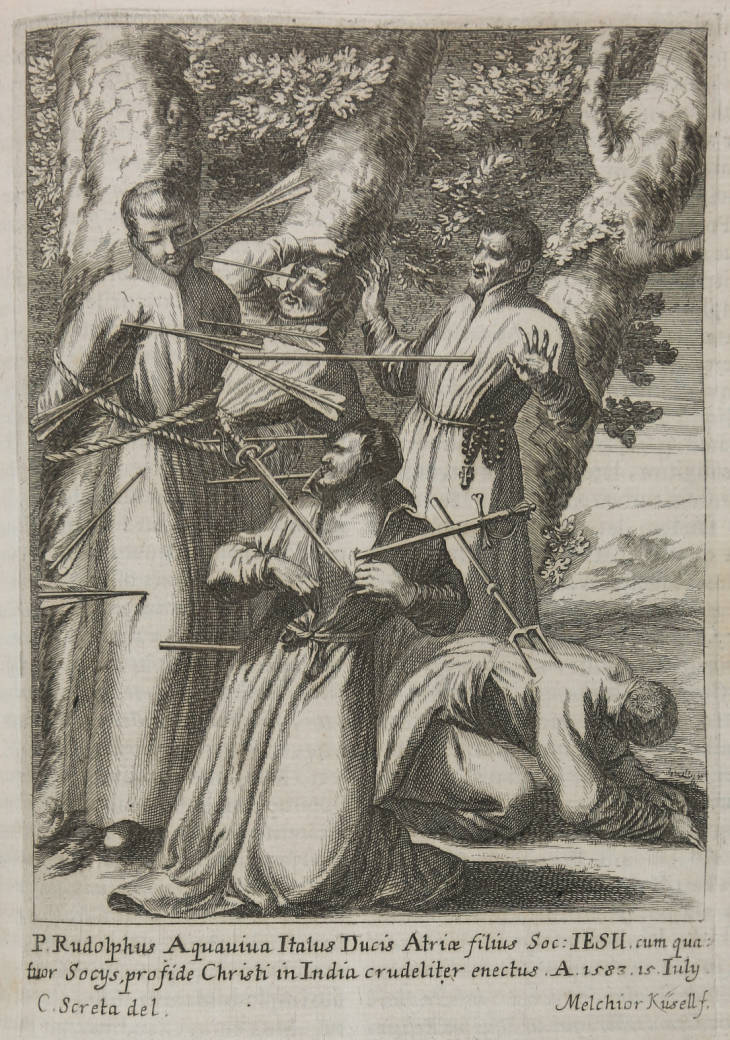
Smrt jezuity Rodolfa Aquaviva a druhů, ryl M. Küsel 1675
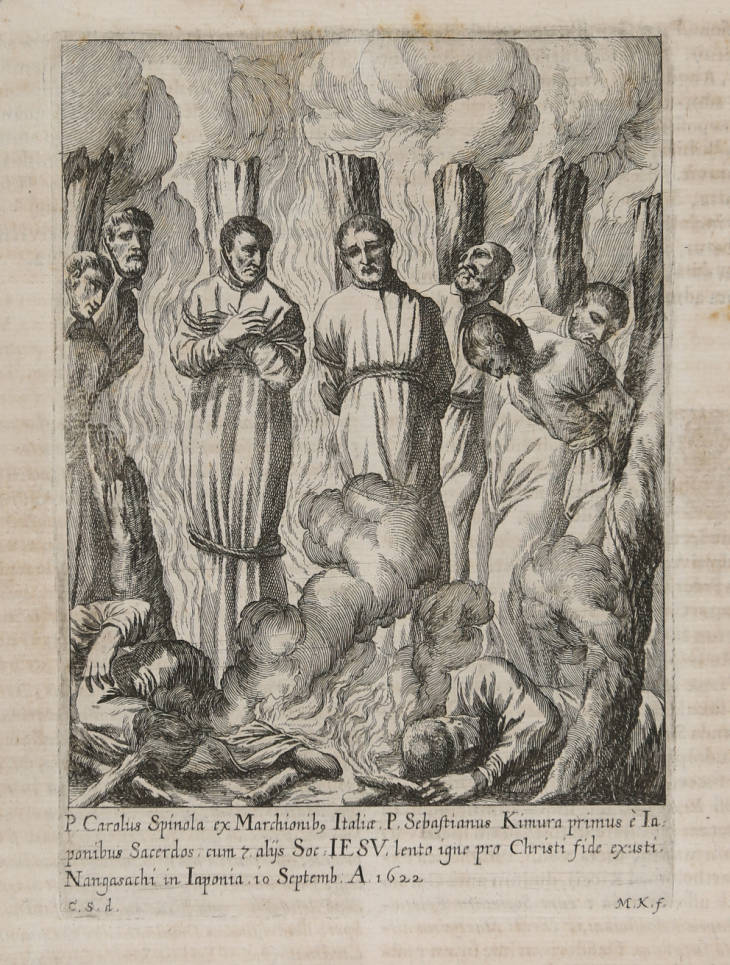
Smrt Carlose Spinoly a druhů, ryl M. Küsel, 1875
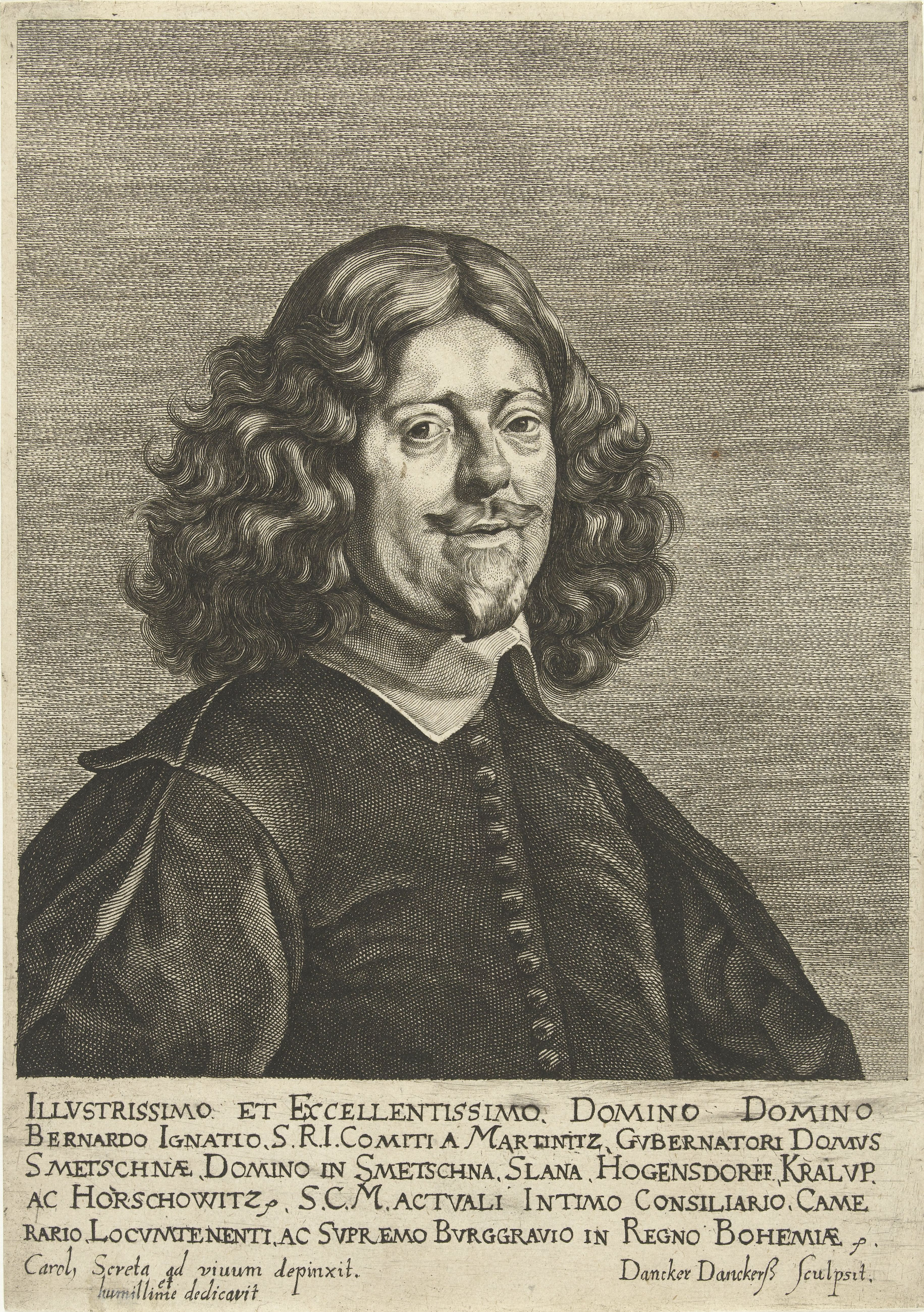
Bernard Ignác z Martinic
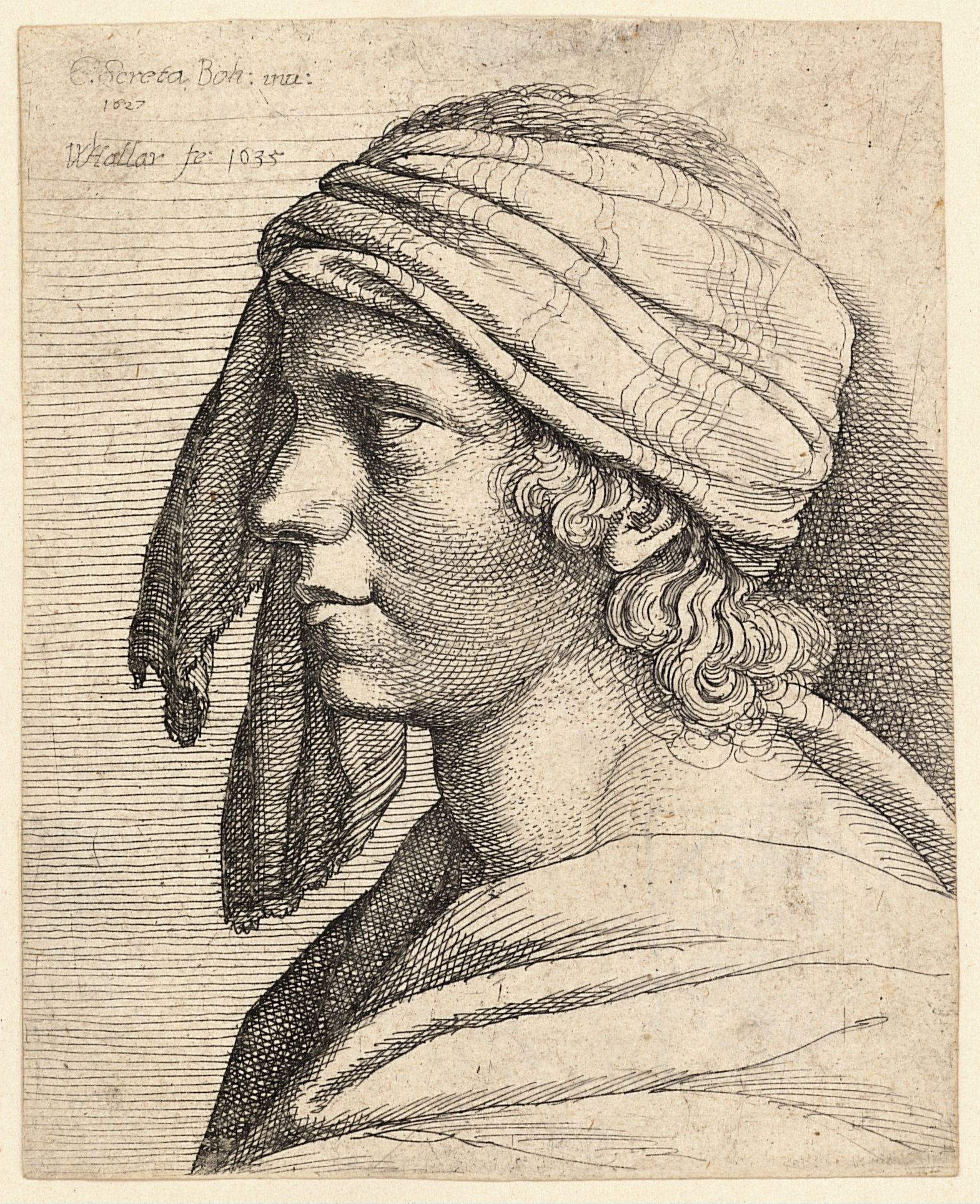
Hlava mladíka, ryl Václav Hollar

## Karel Škréta v literatuře
Epizody ze života Karla Škréty zpracovává veselohra Václava Aloise Svobody Karel Skreta z roku 1841 a opera Karla Bendla a Elišky Krásnohorské Karel Škréta z roku 1883.

## Úcta a památky
- pamětní desky: na rodném domě v Praze 1
- Pojmenování ulic v českých městech: Škrétova na pražských Vinohradech, v Brně, Ostravě, Olomouci, Ústí nad Labem, Jihlavě, České Lípě, Litoměřicích, Vysokém Mýtě, Hořicích, Lysé nad Labem a Řevnicích a dále ulice Karla Škréty v Žatci, a „Skrétova“ ulice v Plzni.